# Navesti
Der Fluss Navesti (estnisch Navesti jõgi) ist ein Fluss in Estland. Er durchfließt die Landkreise Järva, Viljandi und Pärnu.
Der Navesti-Fluss entspringt in der mittelestnischen Senke. Er ist ein der wasserreichste Nebenfluss des Pärnu.
Der Navesti-Fluss ist 100 km lang. Sein Einzugsgebiet umfasst etwa 3000 km². Er legt ein Gefälle von 60,2 m zurück.
Bekannt ist der Navesti-Fluss für seinen Reichtum an Bachforellen, Hechten, Rotaugen, Haseln, Döbeln und weiteren Fischarten.
Rechte Zuflüsse sind Saarjõgi, Retla jõgi und Räpu jõgi. Linke Zuflüsse sind Halliste jõgi und Räsna oja.